# Dole pri Krašcah
Dole pri Krašcah is een plaats in Slovenië en maakt deel uit van de gemeente Moravče in de NUTS-3-regio Osrednjeslovenska. De plaats telde 214 inwoners op 1 januari 2020.